# Счастливый случай (телепередача)
«Счастливый случай» — советская и российская семейная викторина, выходившая с 9 сентября 1989 по 26 августа 2000 года. Является аналогом популярной английской настольной игры «Гонка за лидером» (Trivial pursuit). Бессменным ведущим все эти 11 лет был Михаил Марфин, в 1989—1990 годах его соведущей была Лариса Вербицкая. С 9 сентября 1989 по 21 сентября 1999 года телеигра выходила на Первой программе ЦТ, Останкино, ОРТ, а затем с 1 июля по 26 августа 2000 года телеигра выходила на ТВЦ.

## Правила игры
В каждой игре принимали участие две семейные команды, состоящие из 4 человек. Игра обычно состояла из 5 геймов. Победителем становилась команда, набиравшая больше очков.

## Первая версия (1989—1990)
Команды сидели друг против друга по обе стороны от большого стола с круглым игровым полем. Само игровое поле было поделено на цветные сектора, каждый соответствовал определённой тематике вопросов:
| Цвет |  | Тема                 |
| ---- |  | -------------------- |
|      |  | Спорт                |
|      |  | Культура и искусство |
|      |  | Наука и природа      |
|      |  | География            |
|      |  | История              |
|      |  | Общие знания         |

Правильный ответ при выпадении обычного сектора приносил одно очко. Также на игровом поле присутствовали сектора «Счастливый случай» — они давали игрокам возможность заработать 3 очка в случае верного ответа.
Первый гейм

В этом гейме вопросы командам задавались по очереди, право первого хода получала команда, которая первой отвечала на вопрос. Случайным образом, при помощи нажатия кнопки определялась тематика, а также номер вопроса. Для рассуждения на каждом вопросе командам давалось 15 секунд, ответ можно было обсуждать коллективно. Всего в этом гейме каждой команде надо было отыграть по 8 вопросов.
Второй гейм

Этот гейм игрался уже индивидуально, командное совещание было запрещено. Право первого хода опять получала команда, ответившая раньше на вопрос ведущего. Игра начиналась с глав семьи, если глава отвечал правильно, то право ответа получал следующий член команды, если неправильно, то право ответа переходило к соперникам. Если на вопросы правильно отвечали все 4 члена команды подряд, то начислялось ещё одно бонусное очко и ход все равно переходил к соперникам. Продолжительность гейма была ограничена 6 минутами.
Третий гейм

Этот гейм был геймом с видеовопросами. Право первого хода опять разыгрывалось с помощью вопроса. Команды отвечали по очереди. Каждой показывался 15-секундный видеофрагмент, связанный с задаваемым вопросом. За это время надо было обдумать и дать ответ. Каждый правильный ответ всегда приносил одно очко.
Четвёртый гейм

Этот гейм игрался по правилам, сходным со вторым, но теперь тематика вопросов выбиралась не случайно, а командой соперников.
Пятый гейм

В этом раунде командам предстояло дать как можно больше правильных ответов за 2 минуты. Отвечали команды по очереди, начиная с имеющей меньшее количество очков. Каждый правильный ответ приносил одно очко.
Система розыгрыша

Команда-победитель каждой игры проходила в следующую, где ей предстояло сражаться с победителем отборочных игр, проходивших во время съёмок в холле «Останкино». Если команде удавалось победить в 4 играх подряд, то она получала главный приз — телевизор, видеомагнитофон и музыкальный центр.

### Закрытие
Фирма «Тривиал персьют», которой принадлежали права, решила выпустить в СССР настольную версию игры. Оказавшись неудовлетворёнными полиграфическим качеством, они отказались продлевать контракт.

## Вторая версия (1991—1994)
Несколько позже игру под своё крыло взяла итальянская фирма «Публиталия» во главе с Сильвио Берлускони. Правила были изменены.
Первый гейм — «Гонка за лидером»

Правила этого гейма были аналогичны старому первому гейму, только было уменьшено число попыток для каждой команды — до 4. Также было изменено и правило сектора «Счастливый случай» — теперь он давал команде право ответить на 3 вопроса подряд.
Второй гейм — «Спешите видеть»

В этом гейме правила были аналогичны правилам старого третьего гейма. Также теперь право первого хода получала команда, имевшая меньше очков.
Третий гейм — «Ты — мне, я — тебе»

В этом гейме команды по очереди задавали друг другу придуманные ими вопросы. Каждый правильный ответ приносил одно очко.
Четвёртый гейм — «Тёмная лошадка»

Вопросы задавались приглашённым известным гостем, обычно они касались его профессиональной деятельности. За правильный ответ командам давалось по одному очку.
Пятый гейм — «Дальше… Дальше…»

Правила полностью совпадали со старым пятым геймом.

### Закрытие
Летом 1994 года у фирмы Сильвио Берлускони начались серьёзные финансовые проблемы, в результате чего игра вновь была закрыта.

## Последняя версия (1994—2000)
Студия претерпела серьёзные изменения, из неё исчезло игровое поле. Также были несколько изменены и геймы:
- «Дальше… Дальше…» — теперь он не имел названия
- «Заморочки из бочки» — команды по очереди выбирали вопросы, вытягивая бочонки с цифрами из большой бочки
- «Ты — мне, я — тебе»
- «Тёмная лошадка» — не игрался, если в игре принимали участие знаменитости
- «Гонка за лидером» — отличался от второй версии. Командам по очереди в течение 2 минут задавались вопросы, начиная с отстающей.

### 2 закрытия
21 сентября 1999 года вышел последний выпуск телеигры на ОРТ, после чего была закрыта. Через полгода, а именно 1 июля 2000 года программа вернулась в эфир на ТВЦ, но продержалась недолго до августа 2000 года. А к этому году рейтинг программы начал падать, в результате чего было принято решение об окончательном закрытии.

## Заставка
В заставке изображена бегущая лошадь и использована композиция Джеймса Ласта Das Glöckchen (Тройка скачет) из альбома Kalinka (1980).

## Пародии
В финале Высшей лиги КВН 1998 года пародию на эту программу показала команда КВН «Дети лейтенанта Шмидта» (ведущего пародировал Вячеслав Гуливицкий). На концерте под названием «До 15 и старше» по случаю 15-летия команды, прошедшем 12 марта 2012 года, была снова показана эта пародия, и в ней принял участие сам Михаил Марфин в роли ведущего.